# Ambléon
Ambléon (prononcé [ɑ̃.ble.ɔ̃]) est une commune française située dans le département de l'Ain, en région Auvergne-Rhône-Alpes.

## Géographie
Le village d'Ambléon est situé à une dizaine de kilomètres à l'ouest de Belley, dans une zone humide (lacs, marécages, tourbières) du massif du Bas-Bugey, à 400 mètres d'altitude. Le site est dominé par la montagne de Tentanet (sommet à 1 019 m), sur les pentes de laquelle s'étend le lac d'Ambléon, d'origine glaciaire, dont l'intérêt écologique est reconnu.
L'habitat est regroupé dans le village.

### Climat
Pour des articles plus généraux, voir Climat d'Auvergne-Rhône-Alpes et Climat de l'Ain.
En 2010, le climat de la commune est de type climat des marges montargnardes, selon une étude du CNRS s'appuyant sur une série de données couvrant la période 1971-2000. En 2020, Météo-France publie une typologie des climats de la France métropolitaine dans laquelle la commune est exposée à un climat de montagne ou de marges de montagne et est dans la région climatique Alpes du nord, caractérisée par une pluviométrie annuelle de 1 200 à 1 500 mm, irrégulièrement répartie en été.
Pour la période 1971-2000, la température annuelle moyenne est de 10,8 °C, avec une amplitude thermique annuelle de 17,6 °C. Le cumul annuel moyen de précipitations est de 1 369 mm, avec 10,9 jours de précipitations en janvier et 7,9 jours en juillet. Pour la période 1991-2020, la température moyenne annuelle observée sur la station météorologique de Météo-France la plus proche, « Belley Man », sur la commune de Belley à 7 km à vol d'oiseau, est de 12,1 °C et le cumul annuel moyen de précipitations est de 1 099,8 mm,. Pour l'avenir, les paramètres climatiques de la commune estimés pour 2050 selon différents scénarios d'émission de gaz à effet de serre sont consultables sur un site dédié publié par Météo-France en novembre 2022.

## Urbanisme

### Typologie
Au 1er janvier 2024, Ambléon est catégorisée commune rurale à habitat dispersé, selon la nouvelle grille communale de densité à 7 niveaux définie par l'Insee en 2022.
Elle est située hors unité urbaine. Par ailleurs la commune fait partie de l'aire d'attraction de Belley, dont elle est une commune de la couronne,. Cette aire, qui regroupe 31 communes, est catégorisée dans les aires de moins de 50 000 habitants,.

### Occupation des sols
L'occupation des sols de la commune, telle qu'elle ressort de la base de données européenne d’occupation biophysique des sols Corine Land Cover (CLC), est marquée par l'importance des forêts et milieux semi-naturels (73,8 % en 2018), une proportion identique à celle de 1990 (73,8 %). La répartition détaillée en 2018 est la suivante : 
forêts (73,8 %), zones agricoles hétérogènes (20,6 %), zones urbanisées (5,5 %).
L'évolution de l’occupation des sols de la commune et de ses infrastructures peut être observée sur les différentes représentations cartographiques du territoire : la carte de Cassini (XVIIIe siècle), la carte d'état-major (1820-1866) et les cartes ou photos aériennes de l'IGN pour la période actuelle (1950 à aujourd'hui).

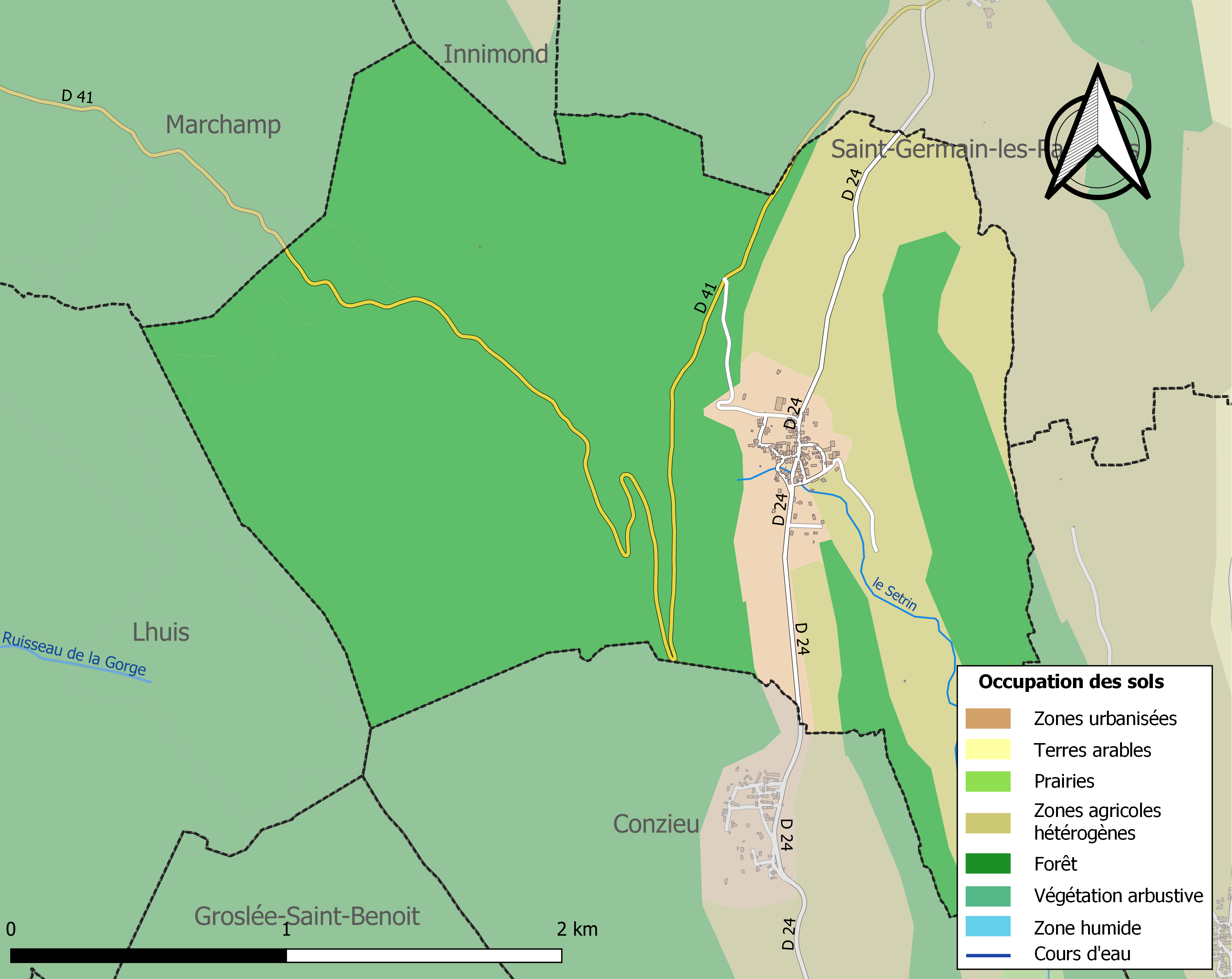
Carte des infrastructures et de l'occupation des sols de la commune en 2018 (CLC).

## Toponymie
Ambléon se fixe dans son écriture actuelle vers 1580.
Ce toponyme semble tirer son origine d'un anthroponyme Ambléonis.

## Politique et administration

### Découpage territorial
La commune d'Ambléon est membre de la communauté de communes Bugey Sud, un établissement public de coopération intercommunale (EPCI) à fiscalité propre créé le 1er janvier 2014 dont le siège est à Belley. Ce dernier est par ailleurs membre d'autres groupements intercommunaux.
Sur le plan administratif, elle est rattachée à l'arrondissement de Belley, au département de l'Ain et à la région Auvergne-Rhône-Alpes. Sur le plan électoral, elle dépend du  canton de Belley pour l'élection des conseillers départementaux, depuis le redécoupage cantonal de 2014 entré en vigueur en 2015, et de la troisième circonscription de l'Ain  pour les élections législatives, depuis le dernier découpage électoral de 2010.

### Administration municipale
| Période                                  | Période  | Identité                                     | Étiquette | Qualité            |
| ---------------------------------------- | -------- | -------------------------------------------- | --------- | ------------------ |
| 1947                                     | 1965     | Joannès Pezant                               |           |                    |
| 1965                                     | 1983     | Jean Guillout                                |           |                    |
| 1983                                     | 2008     | Henri Guillout                               | DVD       |                    |
| 2008                                     | 2011     | Odette Breidenstein-Jullien                  |           |                    |
| 2011                                     | En cours | Annie Bionda Réélue pour le mandat 2020-2026 | SE        | Postière retraitée |
| Les données manquantes sont à compléter. |          |                                              |           |                    |

## Démographie
Les habitants sont nommés les Ambléonais.

L'évolution du nombre d'habitants est connue à travers les recensements de la population effectués dans la commune depuis 1793. Pour les communes de moins de 10 000 habitants, une enquête de recensement portant sur toute la population est réalisée tous les cinq ans, les populations de référence des années intermédiaires étant quant à elles estimées par interpolation ou extrapolation. Pour la commune, le premier recensement exhaustif entrant dans le cadre du nouveau dispositif a été réalisé en 2006.

En 2022, la commune comptait 114 habitants, en évolution de +3,64 % par rapport à 2016 (Ain : +5,15 %, France hors Mayotte : +2,11 %).
| 1793 | 1800 | 1806 | 1821 | 1831 | 1836 | 1841 | 1846 | 1851 |
| ---- | ---- | ---- | ---- | ---- | ---- | ---- | ---- | ---- |
| 410  | 223  | 243  | 222  | 309  | 279  | 281  | 297  | 266  |

| 1856 | 1861 | 1866 | 1872 | 1876 | 1881 | 1886 | 1891 | 1896 |
| ---- | ---- | ---- | ---- | ---- | ---- | ---- | ---- | ---- |
| 254  | 223  | 223  | 205  | 191  | 213  | 200  | 200  | 206  |

| 1901 | 1906 | 1911 | 1921 | 1926 | 1931 | 1936 | 1946 | 1954 |
| ---- | ---- | ---- | ---- | ---- | ---- | ---- | ---- | ---- |
| 200  | 193  | 159  | 150  | 161  | 135  | 141  | 118  | 111  |

| 1962 | 1968 | 1975 | 1982 | 1990 | 1999 | 2006 | 2011 | 2016 |
| ---- | ---- | ---- | ---- | ---- | ---- | ---- | ---- | ---- |
| 107  | 108  | 82   | 65   | 76   | 86   | 120  | 112  | 110  |

| 2021 | 2022 | - | - | - | - | - | - | - |
| ---- | ---- | - | - | - | - | - | - | - |
| 113  | 114  | - | - | - | - | - | - | - |

## Économie
L'économie d'Ambléon demeure basée sur l'agriculture (élevage et céréales).
La commune est située dans la zone de délimitation des vins AOC du Bugey.

## Lieux et monuments

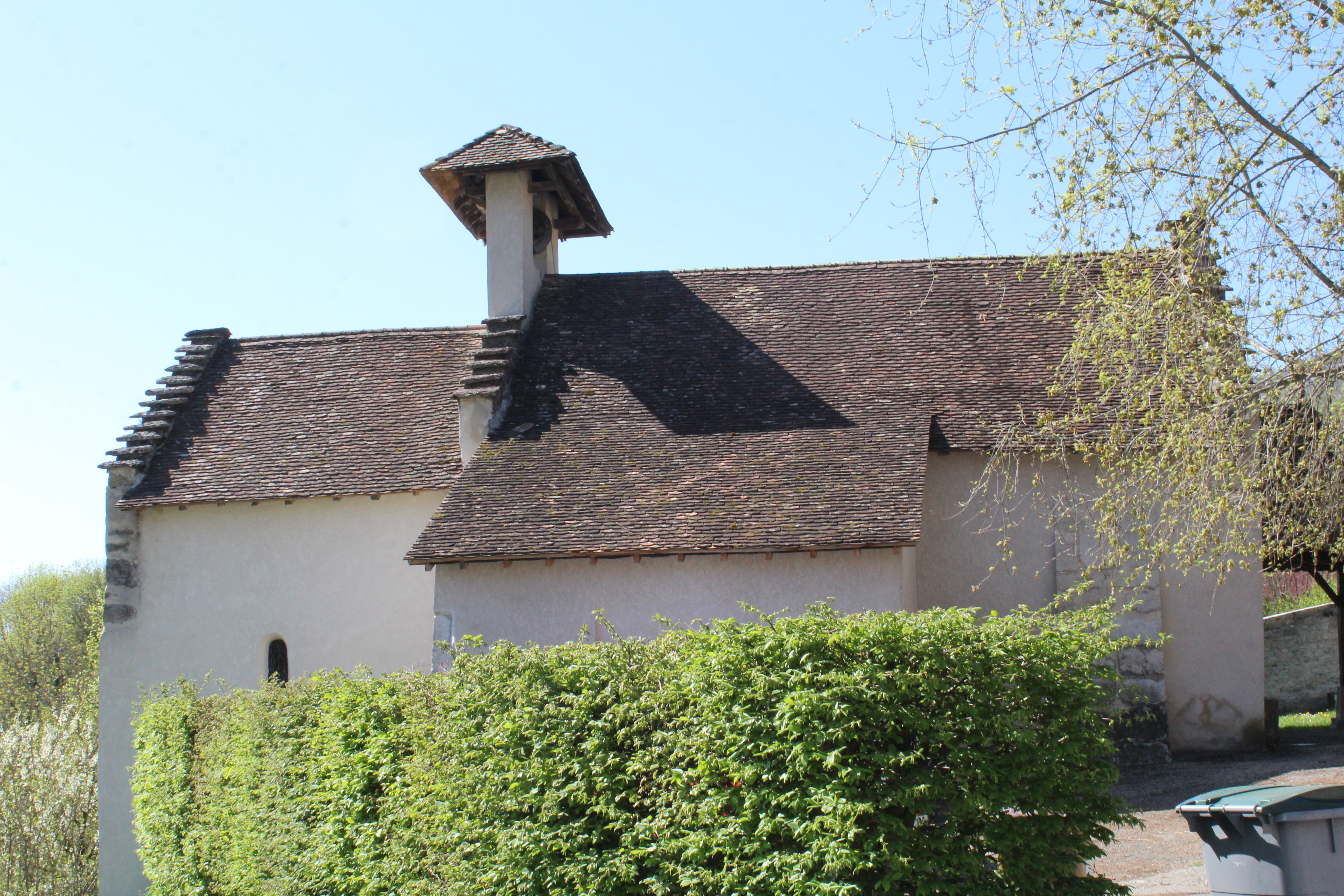
Chapelle Saint-Didier.

- Château d'Ambléon (résidence privée). La seigneurie et la maison forte des XVe et XVIe siècles[23] étaient possédées au XVIIe siècle par la famille du Piastre.
- Monument aux morts du maquis d'Ambléon.
- Chapelle Saint-Didier d'Ambléon du XIIIe siècle.

## Personnalités liées à la commune
- Théodore Chavanton, dit Avanton, auteur du roman folklorique L'Oasis perdue (1945), a été instituteur à l'école d'Ambléon. Son récit se déroule à Lombane (anagramme d'Ambléon).